# 福岡市立香椎小学校
福岡市立香椎小学校（ふくおかしりつ かしいしょうがっこう）は、福岡県福岡市東区香椎駅前三丁目にある公立小学校。
令和6年度現在18学級、特別支援学級「あやすぎ」15学級、児童数646名、職員数80名。

## 沿革
1888年（明治21年）創立。創立してから4校がこの小学校から分離独立した。
- 1885年（明治18年） - 香椎校・浜男校・下原校・唐原校が合併し、浜男小学校となる。
- 1889年（明治22年） - 浜男小学校を香椎尋常小学校に改称。
- 1901年（明治34年） - 現在地に校舎を新築。
- 1912年（明治45年） - 香椎村立香椎尋常小学校に改称。
- 1941年（昭和16年） - 国民学校令に伴い香椎国民学校に改称。
- 1943年（昭和18年） - 香椎村の町制施行により香椎町立香椎国民学校に改称。
- 1947年（昭和22年） - 学制改革により香椎町立香椎小学校に改称。
- 1955年（昭和30年） - 香椎町の福岡市への編入により福岡市立香椎小学校に改称。
- 1956年（昭和31年） - 香住丘小学校を分離。
- 1957年（昭和32年） - 現校歌制定。
- 1964年（昭和39年） - 千早小学校を分離。
- 1978年（昭和53年） - 香椎東小学校を分離。
- 1985年（昭和60年） - 香椎下原小学校を分離。特別支援学級「あやすぎ」を設置。
- 2003年（平成15年） - 通級指導教室「かしい」設置。

## 通学区域
東区の以下の地区。
- 香椎2丁目（一部）
- 香椎駅前1丁目-3丁目（全丁目）
- 香椎駅東1丁目（一部）,2丁目
- 御島崎1丁目,2丁目（全丁目）
- 香住ヶ丘7丁目（一部）

東区中部の香椎地区の中心部である香椎駅・西鉄香椎駅前の市街地と、その西側の博多湾埋立地・海岸部を校区とする。校区中央を南北に貫く国道3号の西側は住宅地となっているほか、御島崎1丁目には団地が広がっている。
中学校は香椎第２中学校の校区。

### 校区が隣接する小学校
- 福岡市立香住丘小学校
- 福岡市立香椎下原小学校
- 福岡市立香椎東小学校
- 福岡市立舞松原小学校
- 福岡市立千早小学校
- 福岡市立香陵小学校
- 福岡市立香椎浜小学校

### 校区内の主な施設
- 香椎駅・えきマチ1丁目香椎
- 西鉄貝塚線 西鉄香椎駅
- 御島崎団地
- 香椎若葉団地
- 国道3号
- 国道495号
- 福岡都市高速道路 香椎出入口

## 校歌
1957年制定。3番まである。
- 作詞：長井盛之
- 作曲：安永武一郎

## 著名な卒業生
- 大隅良典（ノーベル医学生理学賞受賞者）